# Nemoria roseilinearia
Nemoria roseilinearia är en fjärilsart som beskrevs av Paul Dognin 1892. Nemoria roseilinearia ingår i släktet Nemoria och familjen mätare. Inga underarter finns listade i Catalogue of Life.